# Armudu
Armudu (także: armudu stəkan, rzadzej: boğmalı) – rodzaj małej szklanki używanej do picia czarnej herbaty w Azerbejdżanie, podobnej do tradycyjnej tureckiej, zwężonej w talii, małej szklanki do herbaty zwanej ince belli bardak.

## Charakterystyka
Armudu jest najpopularniejszym naczyniem do picia herbaty w Azerbejdżanie. Jego azerska nazwa wskazuje, że ma kształt gruszki. Jednym z wyjaśnień przyjętego przez naczynie kształtu jest wygodna forma, dobrze dostosowana do trzymania w dłoni. Ma też jakoby przypominać figurę pięknej kobiety. Z fizycznego punktu widzenia wiadomo, że herbata na dnie szklanki armudu stygnie wolniej niż w części górnej. Oznacza to, że temperatura herbaty na dnie pozostaje przez długi czas prawie taka sama, jak na początku picia. Aby uzyskać bardziej zrównoważony i wyrazisty aromat, można przed podaniem nalać herbatę z dzbanka do szklanki i z powrotem do dzbanka, a dopiero potem serwować w tej samej szklance. Podczas spożywania herbaty w Azerbejdżanie, jako pierwsze na stół ustawiane są szklanki i spodki, następnie podawana jest dopiero sama herbata w czajniku (dzbanku). Herbata z reguły podawana jest jako gorzka, jednak serwuje się ją czasem z cytryną i cukrem, miodem, dżemem, orzechami lub różnymi słodyczami.

## Galeria

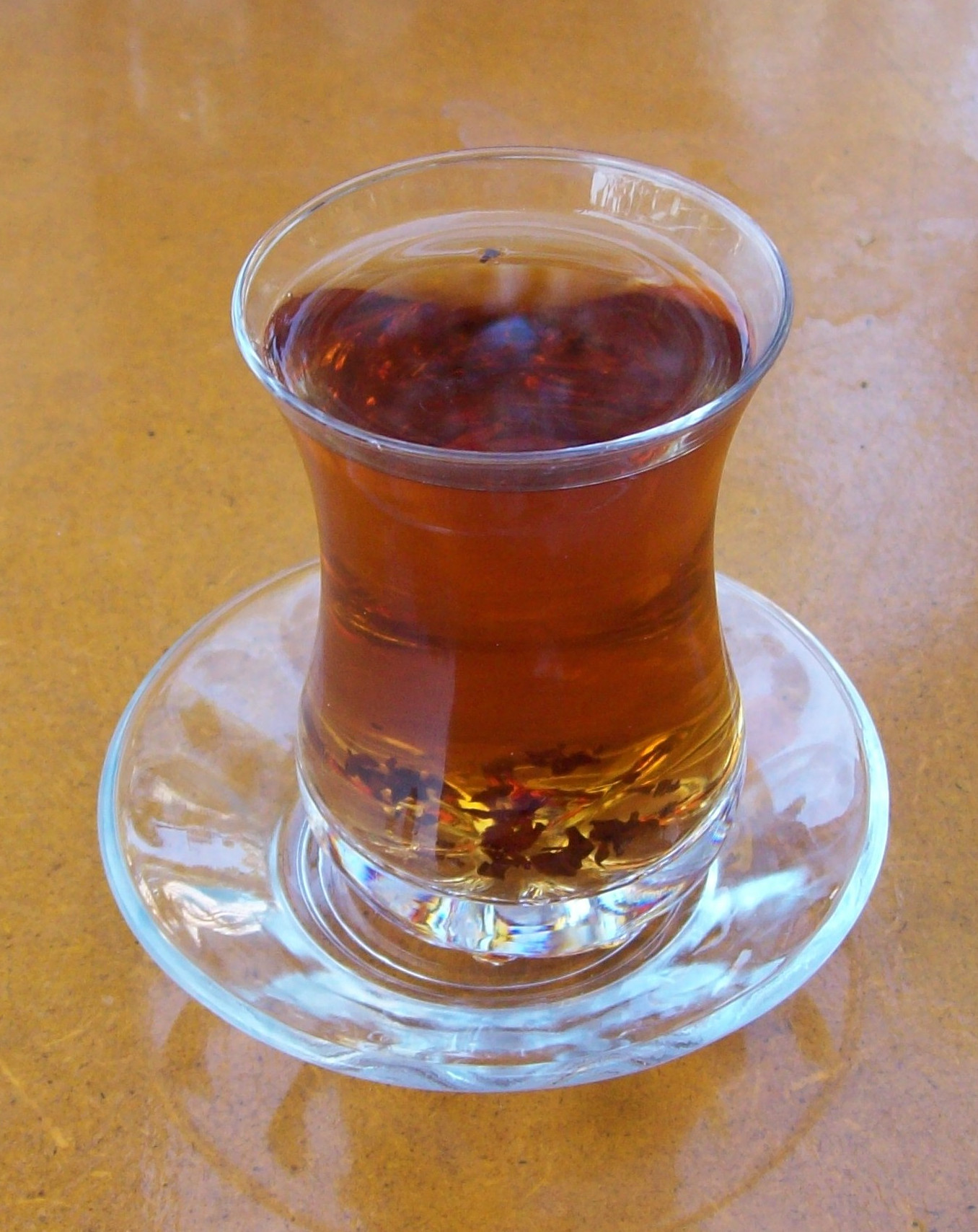
Armudu
Azerskie słodycze, samowar i armudu
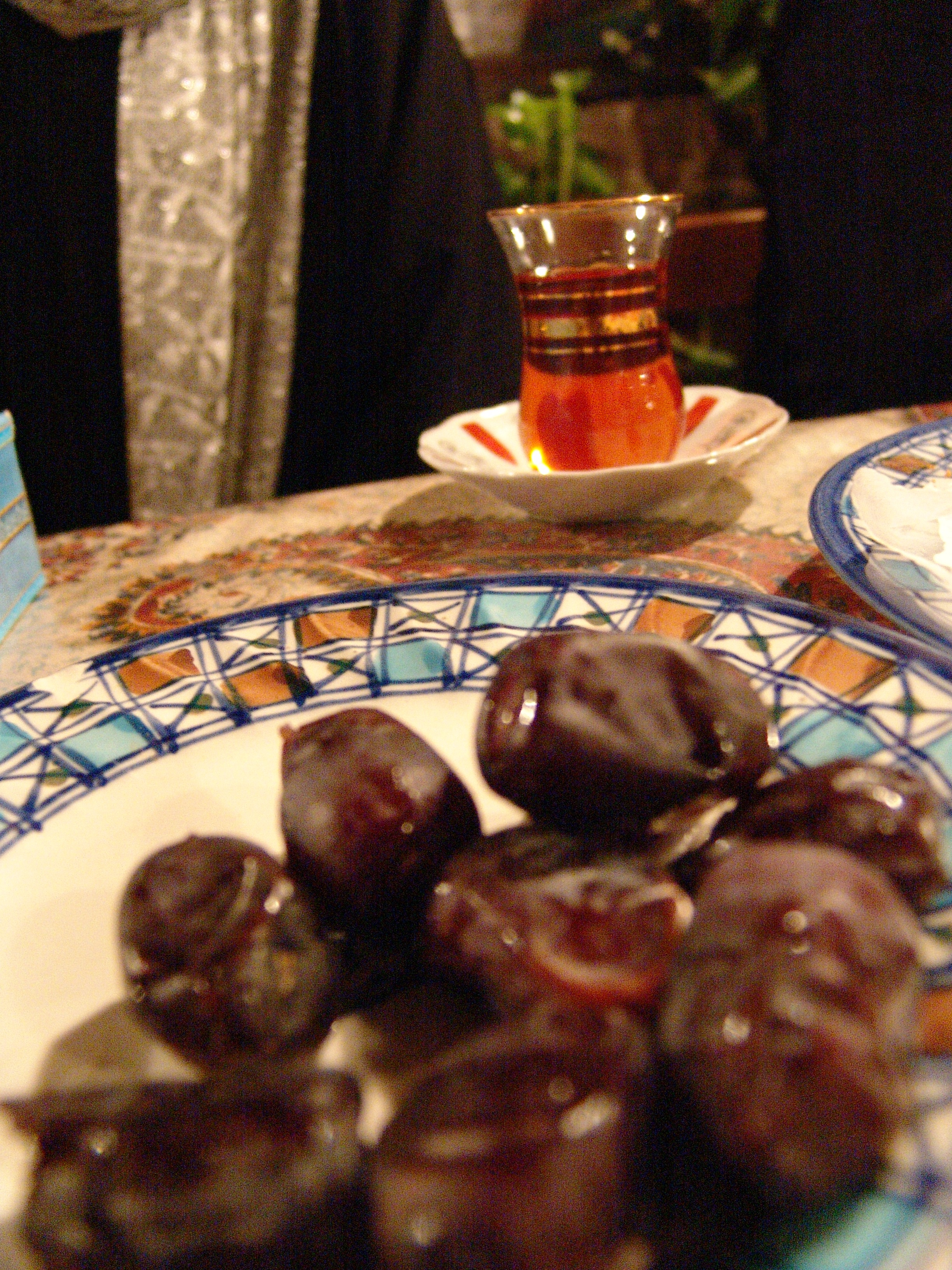
Armudu i daktyle
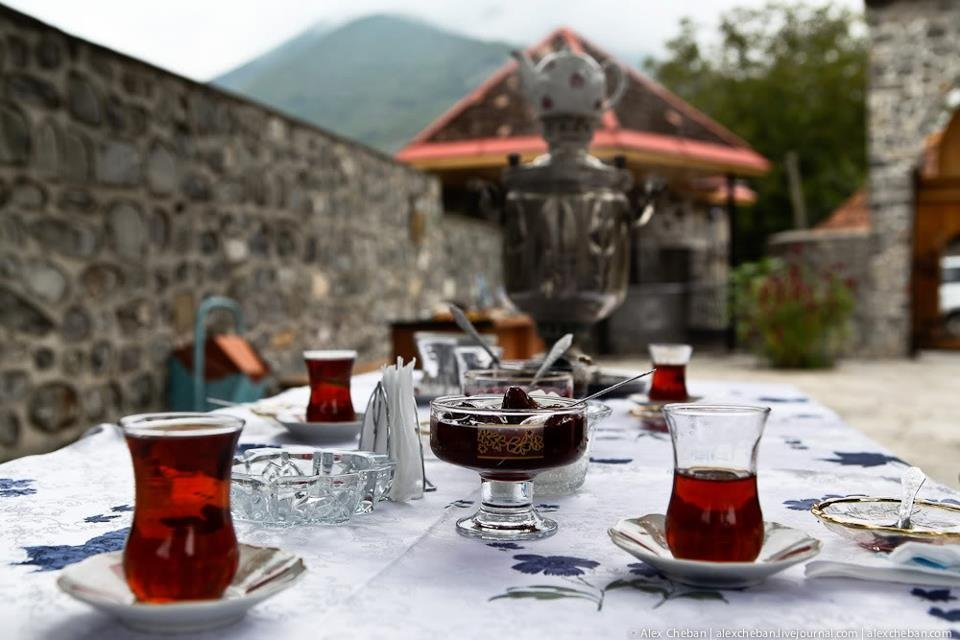
Poczęstunek herbatą w armudu